# Lorena Rojas
Lorena Rojas, pseudonimo di Seydi Lorena Rojas Gonzalez (Città del Messico, 10 febbraio 1971 – Miami, 16 febbraio 2015), è stata un'attrice e cantante messicana nota interprete di telenovele.

## Biografia
È deceduta a 44 anni a causa di un cancro al seno, a Miami. Era malata dal 2008, e il suo male si era diffuso ad altri organi, tra i quali il fegato

## Filmografia

### Televisione
- Alcanzar una estrella - serie TV (1990-1991)
- El alma no tiene color - serie TV (1997)
- Tentaciones - serie TV (1998)
- Azul Tequila - serie TV (1998)
- El candidato - serie TV (1999-2000)
- Como en el Cine - serie TV (2001-2002)
- Ladrón de corazones - serie TV (2003)
- El cuerpo del deseo - serie TV (2005-2006)
- Decisiones - serie TV (2007)
- Entre el amor y el deseo - serie TV (2010-2011)
- Rosario - serie TV (2013)
- Demente criminal - serie TV (2015)

## Discografia
- Como Yo No Hay Ninguna (2001)
- Deseo (2006)